# Major Impacts
Major Impacts è il  secondo album in studio del chitarrista statunitense Steve Morse, pubblicato nel 2000 dalla Magna Charta Records.

## Tracce
1. Derailleur Gear – 3:12
2. Well, I Have – 4:47
3. Truth Ola – 5:30
4. migration – 4:02
5. Led On – 5:52
6. Looking Back – 3:59
7. Leprechaun Promenade – 6:24
8. Tumeni Notes – 4:40
9. Endless Waves – 3:46
10. Modoc – 2:20

## Formazione
- Steve Morse – chitarra e sintetizzatore
- Jools Holland - tastiera
- Dave LaRue – basso elettrico
- Van Romaine – batteria